# Villány-Gebirge

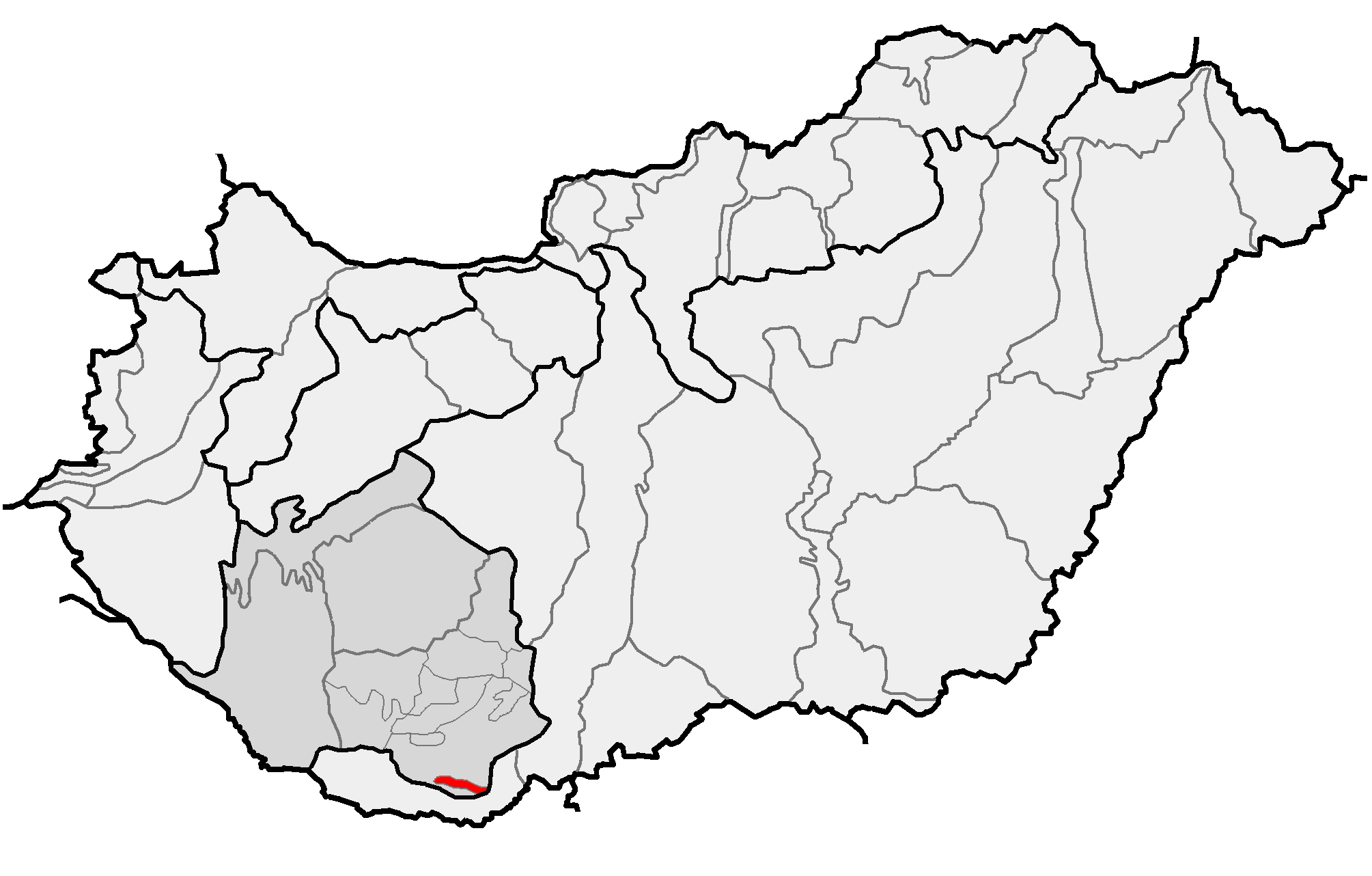
Lage in Ungarn

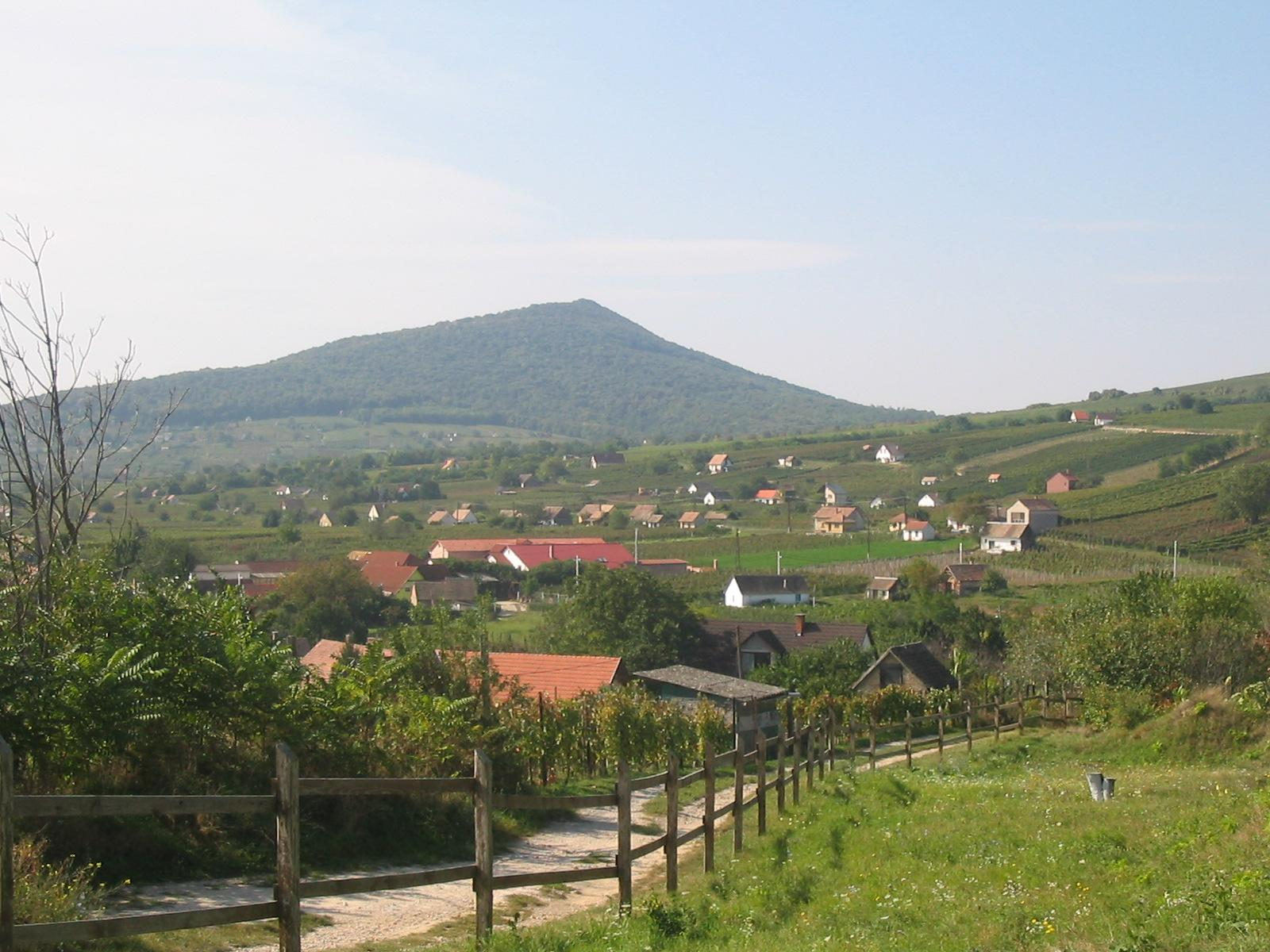
Der bewaldete Nordhang des Szársomlyó (442 m)

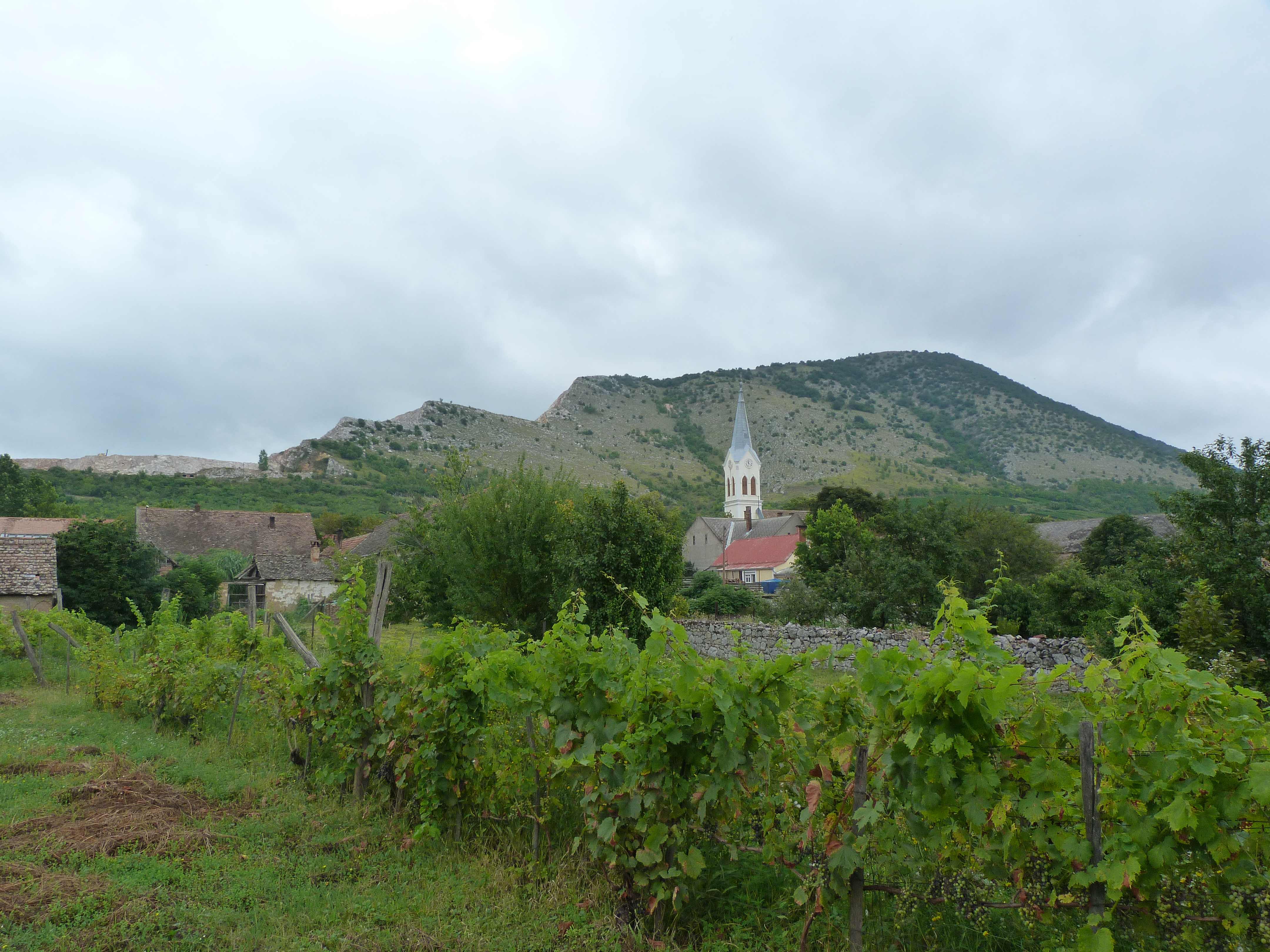
Der Südhang des Szársomlyó (Harsányer Bergkuppe) bei Nagyharsány

Das Villány-Gebirge [ˈvilːaːɲ] (ungarisch Villányi-hegység) ist ein von Westen nach Osten streichender, langgestreckter, isolierter Höhenzug im äußersten Süden Ungarns.

## Beschreibung
Er erreicht Höhen bis 442 m, erhebt sich aber um durchschnittlich 300 m über die flache Umgebung (Pannonische Tiefebene), die an der 5 km südlich vorbeifließenden, von Österreich und Slowenien kommenden Drau eine Seehöhe von nur 100 m hat. Die zwei höchsten Kuppen sind der Tenkes mit 408 m und der Szársomlyó mit 442 m. Der Gebirgszug ist sehr trocken, es gibt hier keine Wasserläufe und nur wenige Quellen, die an den südlich auslaufenden Hängen entspringen. Am bekanntesten sind die Schwefelquelle des Thermalbades Harkány und die Quelle Tapolcza vor der Burg Siklós. Eine ergiebige Quelle befindet sich unterhalb des Klosters im Wallfahrtsort Máriagyűd (früher Gyüd), der sich nordöstlich von Harkány am Hang des kleinen Gebirges befindet.
Die aus mesozoischen Kalk- und Dolomiteinheiten aufgebaute Hügellandschaft ist neben ihren kulturellen Besonderheiten insbesondere durch ihren Weinbau auf den sieben Hügeln bekannt. Sie ist nach dem Ort Villány (deutsch „Willand“) am Ostrand der 15 km langen Bergkette benannt, die größte Siedlung – direkt am Südhang des mittleren Abschnitts des Höhenzugs – ist die Stadt Siklós. Der Höhenzug beginnt im Westen zwischen den Dörfern Siklósbodony (früher Bodony) und Diósviszló. Bei Csarnóta überquert von Norden kommend die ungarische Hauptstraße 58 die Gebirgskette und erreicht im Süden Harkány. Die felsigen Erhebungen gleichen einer Zeltreihe. Im Osten, beim Winzerdorf Nagyharsány ragt die Harsányer Bergkuppe (Szársomlyó) mit ihren kaum bewachsenen steilen Hängen empor. In einem ehemaligen Kalksteinbruch an seinem östlichen Hang fand 1968 das Bildhauersymposion Villány statt, wo Plastiken sich hier wiederholender Veranstaltungen ausgestellt sind (Szoborpark Nagyharsány).
Das Villány-Gebirge zählt zum Südteil des Komitats Baranya bzw. zur Region Südtransdanubien. Hier befinden sich aus den Zeiten der Türkenkriege einige alte Burgen (Vár) bzw. Verteidigungsanlagen.
Der regionale Hauptort Siklós ist eine Stadt mit 10.900 Einwohnern und das wirtschaftliche, kulturelle und Verwaltungszentrum des Kleingebiets Siklós. Sie liegt 31 km südlich der Großstadt Pécs. Siklós und zahlreiche Orte und Kleinstädte der Region – insbesondere bei Villány – sind historisches Siedlungsgebiet der Donauschwaben und weisen – mit einiger Unterbrechung nach dem Ende der Monarchie Österreich-Ungarns – wieder zweisprachige Ortstafeln auf, manche auch dreisprachige (zusätzlich Kroatisch oder Serbisch).

## Weinbau in der Region
Die Donauschwaben (korrekter als Ungarndeutsche zu bezeichnen) wurden nach den Türkenkriegen unter Kaiserin Maria Theresia in der Region angesiedelt und brachten nach den Siegen der Habsburger und Kroaten über die Osmanen nicht nur einen Wirtschaftsaufschwung in die entvölkerten Süd- und Ostregionen des Königreichs Ungarn, sondern auch einige neue Rebsorten aus ihrer angestammten Heimat nach Pannonien mit (z. B. den Portugieser). Sie werden zu zwei gebietstypischen Rotweinen verarbeitet.
Der Wein aus Villány und Umgebung hat sich auch außerhalb Ungarns einen guten Ruf erworben. An der Weinstraße Villány-Siklós befinden sich unzählige Weinkeller.